# قطعنامه ۷۴۲ شورای امنیت
قطعنامهٔ ۷۴۲ شورای امنیت سازمان ملل متحد که در تاریخ ۱۴ فوریهٔ ۱۹۹۲ تصویب شد، سندی بین‌المللی دربارهٔ پذیرش اعضای جدید سازمان ملل متحد: جمهوری آذربایجان است. این قطعنامه طی نشست ۳۰۵۲اُم تصویب شد.